# Judici
|  | Per a altres significats, vegeu «Judici (dret)». |

El judici o juí és l'acte mitjançant el qual es comparen dos conceptes i s'afirma o nega la seva conveniència o veracitat. Per exemple en el judici "la neu és blanca", la ment afirma que la blancor convé a la neu. En l'àmbit moral, el judici de valor tracta de discernir i resoldre un conflicte, sempre tendint a propugnar el bo i condemnar el dolent, des d'una actitud raonable.